# Salisbury
 For alternative betydninger, se Salisbury (flertydig). (Se også artikler, som begynder med Salisbury)
Salisbury ([ˈsɔːlzbri] eller [ˈsɔːzbri]) er en by i Wiltshire i England med 45.477(2016) indbyggere. Byens domkirke, Salisbury Cathedral, er fra 1258. Her opbevares et af de oprindelige Magna Carta-dokumenter. Hele fem floder er inden for bygrænsen. Den største er Avon.
Få kilometer fra byen ligger den berømte stenkreds, Stonehenge.

## Historie
Salisbury har rødder tilbage til jernalderen, og bosættelsen skyldes nem adgang til drikkevand fra floderne. Romerne omtalte byen som Sorviodunum, og senere stod der ved byen et slag mellem vestsakserne og briterne. På det tidspunkt kendtes byen som Searoburh. Da normannerne byggede en borg på stedet, kaldte de stedet for Seresberi, der efterhånden blev til det nuværende navn. Selve det sted, hvor borgen stod, kaldtes Sarum, og denne del af byen omtales også nu om stunder som Old Sarum.
Den første kirke ved borgen i Old Sarum blev opført mellem 1075 og 1092, men allerede få år senere, omkring 1120, blev en større kirke opført. Imidlertid blev forholdet mellem gejstligheden og garnisonen på borgen dårligere, og derfor grundlagde man den nye by, New Sarum, et stykke derfra i 1220. Samme år begyndte man at anlægge katedralen, hvis centrale dele stod færdige i 1258. Det regnes blandt de mest vellykkede eksempler på tidlig engelsk arkitektur. Katedralens 123 meter høje spir blev tilføjet senere. Det er det højeste spir i landet. Katedralens mekaniske ur kom til i 1386 og regnes som verdens ældste eksisterende mekaniske ur. Det er lavet af jern i eller før 1386.
Den nye by var planlagt med parallelle gader vinkelret på hinanden. Ud over katedralen er King's House fra det 13. århundrede, der nu rummer Salisbury and South Wiltshire Museum, et eksempel på et tidligt bygningsværk. Byen udviklede sig hastigt og var i det 14. århundrede den mest betydningsfulde by i Wiltshire. Bymuren er fra den tid; den havde fire porte – i det 19. århundrede suppleret med endnu en. Omkring torvet ved katedralen blev opført en skole. Under pesten i London i 1665-66 flyttede Karl 2. sit hof til byen ved torvet. Senere boede Händel der og skrev flere værker her.

## Geografi
Salisbury ligger i en lille dal, hvor undergrunden i stor udstrækning udgøres af kridt. Nogle af floderne har fået ændret løb, så de på visse strækninger udgør populære badeområder ved byens parker. Efter lange, kraftige regnskyl går de over deres bredder og oversvømmer områderne rundt om.  
Trafikken i byen skaber problemer, idet der ikke er nogen omfartsvej, så den omfattende trafik mellem Southampton og Bristol passerer gennem byens centrum.
Byen ligger i den sydvestlige ende af Salisbury Plain, en slette, som i stort omfang anvendes til militærøvelser. Der er flere militærflyvepladser tæt på byen,  foruden to mindre, civile flyvepladser.

## Økonomi
Så langt tilbage som til 1227 kender man til organiseret handel i byen, og biskoppen fik lov til at afholde et ottedages marked i august. Der er fortsat torvemarked to gange om ugen,  mens det store marked er afløst af en årlig byfest tre dage i oktober.
Byens økonomi er præget af dens nære beliggenhed til Stonehenge, der er en af Englands største turistattraktioner. Da mange af turisterne også besøger Salisbury, arbejder mange i servicefag. Derudover findes en fyrværkerifabrik og en afdeling af et stort forsikringsselskab, der sammen med byens hospital beskæftiger mange.

## Kultur
I det 18. århundrede var der et livligt musikmiljø i byen med regelmæssige koncerter dirigeret af en af Händels venner og med optræden af en række af tidens berømte musikere og sangere. Også på billedkunstområdet er der traditioner i Salisbury. Landskabsmaleren John Constable malede i byen og dens omegn. Der er en række gallerier og udstillingslokaler i byens centrum, og siden 1973 har der hvert år været en kunstfestival i maj-juni med både billedkunst, teater og musik.

## Kendte personer med tilknytning til Salisbury
I nyere tid har byens mest prominente beboer været Edward Heath, der i første halvdel af 1970'erne var britisk premierminister. Derudover har forfatteren William Golding arbejdet som lærer i byen, og skuespilleren Ralph Fiennes har gået i skole i Salisbury.

## Salisbury i fiktion
Thomas Hardy beskriver Salisbury i sin roman Jude the Obscure, under det fiktive navn Melchester. 
Edward Rutherfurds Sarum (1987, oversat til dansk af Jan Bredsdorff og Birgitte Brix 1988) skildrer livet i og omkring Salisbury, set gennem punktnedslag i fem fiktive familiers historie fra den sidste istids slutning og til nutiden. 